# Toni Garrido
Antônio Bento da Silva Filho, mais conhecido como Toni Garrido (Rio de Janeiro, 7 de setembro de 1967), é um cantor, compositor, multi-instrumentista, apresentador e ator brasileiro.
Teve destaque nacional como vocalista da banda de reggae brasileira Cidade Negra.

## Biografia
Filho de Teresa Silva e Antônio Bento da Silva, é filho adotivo de Ofélia, caçula de três irmãs, sua mãe biológica trabalhava de empregada doméstica na casa de Ofélia Garrido, mulher que vendo às dificuldades de Teresa, acabou criando Toninho (Toni). A família "Garrido" pertencia a classe média de Copacabana, sua mãe adotiva, dona Ofélia o matriculou numa escola onde deu a oportunidade de Toni estudar e correr atrás de seus sonhos. 
Toni começou a tocar violão e cantar durante encontros de jovens na igreja, e devido à aceitação e liberdade para se expressar, descobriu que queria trabalhar com música. Toni iniciou no mundo da música como vocalista da extinta Banda Bel, onde chegou a emplacar o sucesso "Romário", também em homenagem ao artilheiro. 
Em 1994, durante o período em que o então vocalista do Cidade Negra, Rás Bernardo, saiu do grupo, foi convocado para substituí-lo. A partir de sua entrada, o Cidade encaminhou para um perfil melodicamente mais pop e de igual maneira dançante, mas sem fugir ao universo do reggae. Conclusão: fez do CD Sobre Todas as Forças campeão de vendas, atingindo 800 000 cópias, estourando músicas como "Aonde Você Mora", "Pensamento" e "Doutor". 
Toni continuou se destacando a frente do grupo Cidade Negra e no disco O Erê, lançado em 1996, emplacou o CD Duplo de Platina, onde o público descobriu pérolas como a música "Firmamento", "Realidade Virtual" e "O Erê".
Dois anos depois foi lançado o CD Quanto Mais Curtido Melhor e Toni começou a se dedicar também ao cinema, sua segunda paixão. Já em 1999 atuou como ator no filme de Cacá Diegues, Orfeu, além de ter cantado na trilha. Outra canção que, claro merece destaque é "Solteiro no Rio de Janeiro", da trilha sonora do filme Como ser Solteiro, sua primeira aparição solo.
Em 2000, foi à Europa para o lançamento de Dubs, o primeiro lançado no Brasil, um acontecimento histórico na nossa música que, juntamente com o álbum Hits, vendeu mais de 300 mil cópias. No ano de 2002, comemorando 15 anos de carreira, lançaram o Acústico MTV, com participação de Gilberto Gil na releitura de "Extra" tendo duas inéditas, "Berlim" e "Girassol". Além disso, no mesmo ano apresentou ao lado de Angélica o programa Fama na Rede Globo.
Após esse período, além de cantor, ator e apresentador, ele também trabalha para aventurar-se na direção de um filme.
Em 2007 Toni Garrido foi convidado a participar do CD e DVD Roupacústico II do sexteto carioca Roupa Nova. Toni fez dueto com o Roupa Nova na canção "Sensual" dividindo os vocais com Ricardo Feghali.
Em julho de 2008 Toni Garrido deixou o Cidade Negra para se dedicar à carreira solo, retornando a banda entre o final de 2010 e o início de 2011.
Em 2018, ao lado do baixista de Nando Reis, Felipe Cambraia e do saxofonista George Israel (ex-Kid Abelha) criou o grupo Black Carlos, que toca canções nos estilos funk e soul da dupla Roberto e Erasmo Carlos.
No mesmo ano, Toni iniciou a turnê do espetáculo "Noites de Orfeu", que segundo ele é a realização de um desejo antigo de contar a história da amizade e parceria entre Tom Jobim e Vinicius de Moraes que se conheceram para criar o musical "Orfeu da Conceição" que deu origem ao filme Orfeu Negro e que inspirou o diretor Cacá Diegues a produzir o filme Orfeu no qual Toni foi protagonista. Com esse espetáculo, Toni surpreende o público cantando clássicos da Bossa Nova e a canção emblemática tema do filme que encanta o público até hoje nas rádios, uma composição de Caetano Veloso, a música "Sou Você".
Em dezembro de 2018, Toni Garrido fez o registro da marca registrada "Cidade Negra" no Instituto Nacional da Propriedade Industrial, em fevereiro de 2019, o guitarrista Da Ghama também fez o registro da banda e foi indeferido, uma vez que esse acabou sendo concedido para Toni Garrido, Da Ghama formou o projeto Originais Cidade formado com o baterista Lazão e o primeiro vocalista do Cidade Negra, Ras Bernardo, da formação original, apenas Bino Farias permanece com Toni Garrido.
Em 2022, lança o álbum Baile Free e sai em turnê com o novo show, onde apresenta um mix de música black com música eletrônica. O primeiro single do trabalho foi "Vai", composta pelo artista em parceria com Gabriel Moura, George Israel e Marcus Mosquette.
Em 2024, participa da música “Late Redemption” da banda Angra, em show que gerou o álbum Live at Ópera de Arame da banda. No mesmo ano, participa do álbum de Marcelo Falcão na música "Refletir (Resista)".

## Vida Pessoal

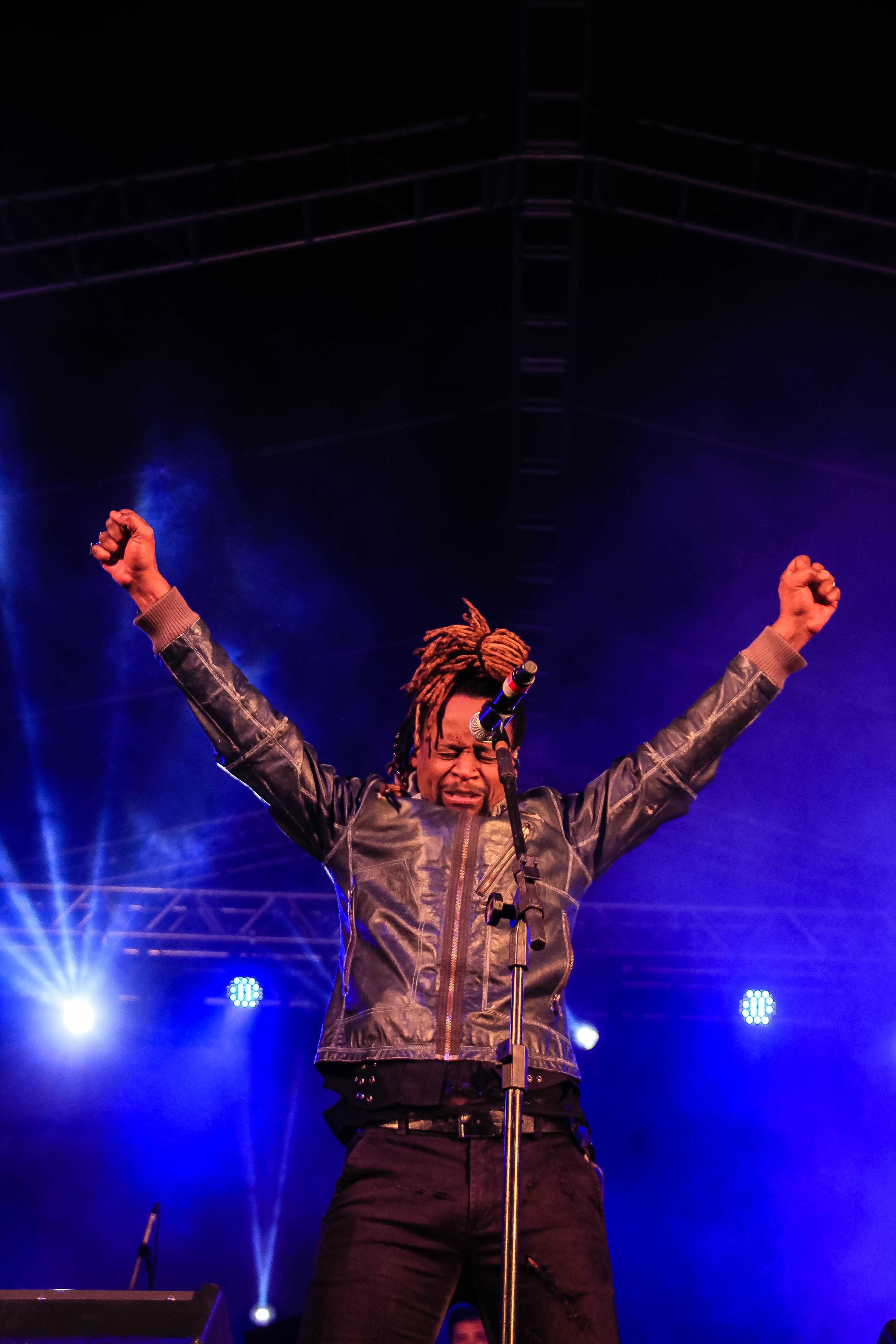
Aniversário de 210 anos de Pelotas (2022)

Formado em Fisioterapia e Educação Física, Toni é casado com a produtora de modas Regina Coelho e pai de duas filhas Isa e Vitoria.

## Discografia

### Com oCidade Negra
Álbuns de estúdio
- 1994 Sobre Todas as Forças
- 1996 O Erê
- 1998 Quanto Mais Curtido Melhor
- 2000 Enquanto o Mundo Gira
- 2005 Perto de Deus
- 2012 Hei, Afro!

Ao vivo
- 2002 Acústico MTV
- 2006 Direto - Ao Vivo
- 2007 Diversão - Ao Vivo

DVDs
- 2002 Acústico MTV
- 2006 Direto - Ao Vivo
- 2007 Diversão - Ao Vivo

Compilações
- 1999 Hits
- 1999 Hits & Dubs
- 2008 Cidade Negra: Perfil

### Carreira Solo
Álbuns de estúdio
- 2009 Todo Meu Canto

Singles
- 2022 Vai
- 2020 A Bomba  ||  Feat. Felipe Rasta e DJ Danny Dee

## Filmografia

### Cinema
| Ano  | Obra                   | Papel                      |
| ---- | ---------------------- | -------------------------- |
| 1998 | Como Ser Solteiro      | Cantor na roda de capoeira |
| 1999 | Orfeu                  | Orfeu da Conceição         |
| 2003 | Xuxa Abracadabra       | Saci                       |
| 2003 | Deus É Brasileiro      | São Pedro                  |
| 2008 | Fados                  | Ele mesmo                  |
| 2014 | Sobrevivente Urbano    | Tony                       |
| 2019 | A Mulher do Meu Marido | Antonio                    |

### Televisão
| Ano     | Obra                | Papel                         | Emissora   |
| ------- | ------------------- | ----------------------------- | ---------- |
| 2002    | Fama                | Apresentador                  | Rede Globo |
| 2007    | Caminhos do Coração | Gustavo Gama                  | RecordTV   |
| 2007—08 | GAS Sound           | Apresentador                  | Rede TV!   |
| 2010    | Uma Rosa com Amor   | Frazão                        | SBT        |
| 2012    | Cheias de Charme    | Ele mesmo                     | Rede Globo |
| 2015    | Totalmente Demais   | Sebastião Montanha (Montanha) | Rede Globo |
| 2018    | Zorra               | Ele mesmo                     | Rede Globo |
| 2019    | SóTocaTop           | Apresentador                  | Rede Globo |
| 2022    | The Voice Mais      | Técnico                       | Rede Globo |
| 2022    | The Voice Kids      | Técnico (Fase Tira-Teima)     | Rede Globo |
| 2023    | Tá Tudo Certo       | Toni                          | Disney+    |
| 2023    | The Voice Brasil    | Comentarista Convidado        |            |